# Oleg Aleksandrovič Bondarёv
Oleg Aleksandrovič Bondarёv (Mosca, 11 febbraio 1939 – Mosca, 23 giugno 2003) è stato un regista sovietico.

## Filmografia parziale

### Regista
- V lazorevoj stepi (1970)
- Mačecha (1973)